# Свети Илија (општина)
Свети Илија је насељено место и седиште општине у Вараждинској жупанији, Хрватска. До територијалне реорганизације у Хрватској налазио се у саставу бивше велике општине Вараждин.

## Становништво
На попису становништва 2011. године, општина Свети Илија је имала 3.511 становника, од чега у самом Светом Илији 615.

## Попис1991.
На попису становништва 1991. године, насељено место Свети Илија је имало 542 становника, следећег националног састава:
| Попис 1991.‍ | Попис 1991.‍ | Попис 1991.‍ | Попис 1991.‍ | Попис 1991.‍ |
| ----------- | ----------- | ----------- | ----------- | ----------- |
|             |             |             |             |             |
| Хрвати      | Хрвати      |             | 536         | 98,89%      |
| Срби        | Срби        |             | 3           | 0,55%       |
| остали      | остали      |             | 1           | 0,18%       |
| непознато   | непознато   |             | 2           | 0,36%       |
| укупно: 542 |             |             |             |             |